# Fjenneslev
Fjenneslev ist eine dänische Ortschaft auf Seeland mit derzeit 792 Einwohnern. Der Ort gehört heute zur Sorø Kommune und liegt auf halber Strecke zwischen Sorø im Westen und Ringsted im Osten.

## Geschichte
Das Adelsgeschlecht der Hvide (Weiss) hatte seinen Sitz in Fjenneslev, wo der dänische König Waldemar I. (1157–1182) als Ziehsohn der Familie aufwuchs. Der älteste überlieferte aus der Familie Hvide ist Skjalm Hvide (Herr über Seeland), der auf seinem Hof eine Holzkirche errichtet hatte, die sein Sohn Asser Rig durch eine steinerne Kirche ersetzen ließ. Der Sasser- oder Fjenneslevsten, neben der Fjenneslev Kirke, soll auf ein Mitglied der Familie verweisen, das eine Brücke über die Tuleå errichtet hatte.

## Persönlichkeiten
- Skjalm, Ahnherr der Familie Hvide
- Asser Rig, dessen Sohn, gründete 1151 das Benediktinerkloster Kloster Sorø
- Absalon von Lund (* 1128 in Fjenneslev; † 1201 in Sorø), Sohn Asser Rigs, 1158 Bischof von Roskilde, 1177 Erzbischof von Lund
- Esbern Asserson Snare (* 1127 in Fjenneslev; † 1204 in Sæbygård), Bruder Absalons, dänischer Heerführer
- Waldemar I., König von Dänemark, wuchs in Fjenneslev auf

## Sehenswürdigkeiten
- Fjenneslev Kirke
- Fjenneslevstenen bei der Kirche